# جیمز کالن مارتین
جیمز کالن مارتین (انگلیسی: James Cullen Martin; ۱۴ ژانویهٔ ۱۹۲۸ – ۲۰ آوریل ۱۹۹۹) شیمیدان اهل ایالات متحده آمریکا بود. اکسایش دس–مارتین و پریدینان دس–مارتین به افتخار این شیمیدان نامگذاری شده‌است.
وی همچنین برندهٔ جوایزی همچون کمک‌هزینه گوگنهایم شده‌است.